# ديوند 367943

المسافة المقدرة بين كوكب الأرض والكويكب دي إيه 14

1. الأسم : كويكب دي إيه 14  أو كويكب 2012 دي إيه 14 . بالأنكليزية :  DA14 2012
2. النوع : كويكب
3. القطر : 49 متر
4. المدة اللازمة ليتم الكويكب دورة واحدة حول الشمس : 368 يوم.
5. المدة اللازمة ليتم الكويكب دورة واحدة حول الشمس بعد مروره بأقرب نقطة من الأرض : 317 يوم.
6. تاريخ اكتشافه : 23 شباط 2012.
7. الجهة المكتشفة : مرصد لاساجرا جنوب إسبانيا.
8. تاريخ آخر مرور بجانب الأرض : 15 شباط 2013.
9. توقيت مرور الكويكب : الساعة السابعة و25 دقيقة بتوقيت غرينتش.
10. البعد عن الأرض في أقرب نقطة : 27 ألف و700 كم.
11. أفضل المناطق لرؤية الكويكب : أستراليا وآسيا وشرق أوروبا.
12. أفضل المناطق لرؤية الكويكب في العالم العربي : سلطنة عمان والإمارات العربية المتحدة.[1]

## إعلان مرور الكويكب قرب الأرض
أكد مركز الفلك الدولي في أبوظبي على مرور الكويكب «دي أي 14 2012» بالقرب من الأرض يوم الجمعة 15 شباط 2013 وهو أقرب مرور لجرم سماوي بالقرب من الأرض في التاريخ يتم معرفته .
وسيمر الكويكب بالقرب من الأرض مساء يوم الجمعة في الساعة السابعة و25 دقيقة بتوقيت غرينتش حيث سيكون حينها على بعد 27 ألفا و700 كم من سطح الأرض وهذا يعني أن الكويكب سيكون حينها أقرب إلى الأرض من الأقمار الاصطناعية  المستخدمة للبث التلفزيوني مثل قمر عربسات ونايل سات التي تقع على ارتفاع 36 ألف كم عن سطح الأرض.

## سبب اختلاف المدة التي يقطع فيها مداره
وبسبب الاقتراب الشديد للكويكب من الأرض فإن الجاذبية الأرضية - وفقا للحسابات الفلكية - ستغير مدار الكويكب حول الشمس لتصبح سنة الكويكب (المدة اللازمة ليتم الكويكب دورة واحدة حول الشمس) 317 يوما بدلا من 368 يوما عن ذي قبل . وبشكل عام فإن كويكب بهذا القطر حتى وإن تغير مساره واتجه نحو الأرض فإنه على الأغلب سينقسم إلى عدة أجزاء وسيتلاشى قبل وصوله للأرض ولكنه سيحدث انفجارا في طبقات الغلاف الجوي العليا ذات آثار تدميرية.

## أحداث مشابهة
كان عام 1908 قد شهد انفجار كويكب مشابه لهذا الكويكب في الغلاف الجوي الأرضي على ارتفاع يقدر بـ 10كم من الأرض فوق منطقة تونغوسكا في سيبيريا أدى إلى تدمير منطقة من الغابة التي انفجر فوقها تساوي 2000 كم مربع حيث تلاشت الحياة في تلك المنطقة ولم يصل من الكويكب أي جزء إلى الأرض .
بينما تشير الحسابات إلى أن مرور الكويكب هذا ليس خطرا وكذلك بينت الحسابات الجديدة أنه لن يشكل خطرا على الأرض خلال مئات السنين القادمة أيضا.
البث الأول :
البث الثاني :

## قبل 65 مليون سنة
يعتقد العلماء أن نيزكا كبيرا اصتدم بالأرض قبل 65 مليون سنة و أدى إلى دمار كبير تسبب في إنقراض الديناصورات . تقدر مقاييس هذا النيزك بنحو 10 كيلومتر حيث اصتدم بالأرض عند شبه جزيرة يوكاتان بأمريكا الجنوبية . أدى هذا النيزك إلى انفجار هائل بحيث عم سماء الأرض دخان وغبار أظلمها ومنع وصول أشعة الشمس فانخفضت درجة الحرارة على سطح الأرض انخفاضا شديدا تحت الصفر لمدة أعوام . لم تتمكن أحياء كثيرة ومن ضمنها الديناصورات على العيش في تلك الظروف القاسية وانقرضت خلال فترة زمنية وجيزة .
أخر تلك الأحداث الكونية التي عاصرتها الأرض وعاصرها الإنسان كان نيزك تونغوسكا الذي سقط في 39 يونيو 1908 في سيبيريا. يقدر هذا الاصتدام بتحرير طاقة قدرها 4 مليون طن تي إن تي أحدث دمارا على مدى 1330 كيلومتر , تقدر مقاييس نيزك تونجوسكا بنحو 100 متر .
ويقول «دون يومانز» من ناسا أن الأرض معرضة لشهب ونيازك صغيرة بمعدل 100 طن يوميا . بعضها في حجم حبة الرمال والبعض الآخر يكون في حجم كرة السلة . كما يصيبنا أيضا كل شهر نيزك في حجم سيارة صغيرة . ولكن تلك النيازك تتفتت عند اختراقها الغلاف الجوي ولا يصل منها شيئا إلى سطح الأرض ، إلا أنع كلما زاد حجم النيزك لكما زاد احتمال وصول جزء منه غلى الأرض.
أما كويكب مثل 2012 دي إيه 14 فيقترب من الأرض كل نحو 40 سنة ، كما يخترق جو الأرض نيزكا بهذا الحجم كل نحو 1200 سنة . ويندر إصابة الأرض بنيازك بمقاييس نصف كيلومتر ، ونيازك بهذا الحجم تحدث انفجار بقوة نحو 5000 مليون كيلوطن ويؤثر على القارة التي سقط عليها تأثيرا كبيرا. فإذا حدث وأن أصاب الأرض نيزكا بحجم 2 كيلومتر لتأثرت الأرض كلها بدمار شديد.

## اقرأ أيضا
- كويكب 1998 QE2
- كويكب
- إف إتش 2004
- كويكب 145 تي بي 2015
- أمور (كويكب)
- 3122 فلورنس